# Smile (乐队)
Smile是英国伦敦的一支藍調搖滾乐队，著名的皇后乐队前身。该乐队于1968年由后来的皇后乐队吉他手布莱恩·梅所组建。其他成员包括主唱和贝斯手蒂姆·史塔菲，和之后加入的鼓手罗杰·泰勒（后来成为皇后乐队的鼓手）。他们只录制了6首歌就于1970年解散了。